# Lampa (Peru)
Lampa é uma cidade do Peru, situada na região de  Puno. Capital da província de  Lampa, sua população em 2017 foi estimada em 5.649 habitantes.